# Журавльова Наталія Гаврилівна
Наталія Гаврилівна Журавльова (1918, хутір Крюково (нині Куйбишевський район Ростовської області) — 1994) — працівник сільського господарства, Герой Соціалістичної Праці.

## Біографія
Народилася в 1918 році на хуторі Крюково нині Куйбишевського району Ростовської області.
Закінчивши шість класів школи, пішла працювати у колгосп, де спочатку працювала дояркою. 20 років пропрацювала на ручному доїнні корів, потім стала майстром по вирощуванню молодняку – телятницею в колгоспі «Світанок» Родіоново-Несвітайського району Ростовської області. Приймаючи телят від корів, Наталія виходжувала їх до 10-місячного віку. Добовий приріст у телят досягав 1002 грама, що майже вдвічі перевищувало план. 
Після розукрупнення колгоспу працювала в колгоспі з назвою «Росія». Займалася громадською діяльністю — обирається депутатом районної Ради трудящих. 
У 1970-ті роки вийшла на пенсію. Жила на хуторі Каршенно-Анненкв Родіоново-Несвітайського району Ростовської області з чоловіком і дітьми: двоє синів і дочка.
Указом Президії Верховної Ради СРСР від 22 березня 1966 року за досягнуті успіхи у розвитку тваринництва, збільшення виробництва і заготівель м'яса Наталії Журавльовій Наталії Гаврилівні присвоєно звання Героя Соціалістичної Праці з врученням ордена Леніна і золотої медалі «Серп і Молот». Також нагороджена медалями, серед яких «За трудову доблесть».
Померла в 1994 році.